# Kosmos 285
O Kosmos 285 (em russo: Космос 285) também denominado DS-P1-Yu Nº 22, foi um satélite artificial soviético lançado ao espaço com sucesso no dia 3 de junho de 1969 através de um foguete Kosmos-2I a partir do Cosmódromo de Plesetsk.

## Características
O osmos 285 foi o vigésimo segundo membro da série de satélites DS-P1-Yu e o vigésimo primeiro lançado com sucesso após o fracasso do lançamento do segundo membro da série. Sua missão era auxiliar sistemas antissatélites e antimíssil soviéticos.
O Kosmos 285 foi injetado em uma órbita inicial de 518 km de apogeu e 279 km de perigeu, com uma inclinação orbital de 71 graus e um período de 92,1 minutos. Reentrou na atmosfera terrestre em 7 de outubro de 1969.